# ATV Liegnitz
ATV Liegnitz was een Duitse sportclub uit Liegnitz, dat tegenwoordig het Poolse Legnica is.

## Geschiedenis
De club werd in 1852 opgericht als turnclub en in 1896 kwam er een voetbalafdeling. In 1907 werd de club voor het eerst kampioen van Neder-Silezië en plaatste zich zo voor de eindronde om de titel van Duitsland. In de kwalificatie won de club met 5-1 van Preußen Kattowitz, maar in de halve finale moest de club het onderspit delven voor TuFC Britannia Cottbus. Het volgende seizoen nam Preußen Kattowitz wraak en werd ATV meteen uitgeschakeld. Ook in 1909 was deze club de boosdoener. ATV werd elk jaar kampioen van Neder-Silezië maar had zware tegenstand in de eindronde. In 1910 en 1911 werd de club door Askania Forst en Deutscher SV Posen uitgeschakeld, telkens met duidelijke cijfers. In 1912 had de club voor het eerst succes. Na een 2-0-overwinning op SC Preußen Görlitz kreeg de club een bye voor de halve finale en plaatste zich zo voor het eerst voor de finale, waar de club met 5-1 won van Germania Breslau. Hierdoor plaatste de club zich voor het eerst voor de eindronde om het Duitse landskampioenschap, waarin ze in de eerste ronde verloren van SpVgg 1899 Leipzig.
In 1913 werd de club opnieuw door Preußen Kattowitz in de eerste ronde uitgeschakeld. Ook in het laatste vooroorlogste kampioenschap bleef de club in de eerste ronde steken.
Na het einde van de Eerste Wereldoorlog werden de activiteiten hervat voor het seizoen 1919/20. ATV werd opnieuw kampioen en verloor in de eindronde van FC Viktoria Forst. Een jaar later had de club nog eens succes na een overwinning op Beuthen SuSV 09, maar in de halve finale moesten ze met 5-1 het onderspit delven tegen de Breslauer Sportfreunde. In 1922 verstoorde MTV 1920 Züllichau voor het eerst de hegemonie van ATV door kampioen te worden van Neder-Silezië, waardoor de club zich niet plaatste voor de eindronde. Een jaar later was de club er wel weer bij. De eindronde werd nu niet meer in bekervorm gespeeld, maar in een groepsfase en ATV werd vierde op vijf deelnemers. Nadat turnverenigingen en voetbalclubs moesten splitsen in de jaren twintig werd de voetbalafdeling van ATV zelfstandig onder de naam SpVgg 1896 Liegnitz.
In 1937 werden beide clubs verenigd onder de naam TuSpo Liegnitz, later werd dit NSTG Liegnitz.
Na het einde van de Tweede Wereldoorlog moest Duitsland Silezië afstaan aan Polen. De Duitsers werden verdreven en de naam van Liegnitz werd veranderd in Legnica. Alle Duitse voetbalclubs in de streek werden ontbonden.

## Erelijst
Kampioen Zuidoost-Duitsland
1912
Kampioen Neder-Silezië
1907, 1908, 1909, 1910, 1911, 1912, 1913, 1914, 1920, 1921, 1923